# 宮崎県道230号細島港日向市停車場線
宮崎県道230号細島港日向市停車場線（みやざきけんどう230ごう ほそしまこうひゅうがしていしゃじょうせん）は、宮崎県日向市を通る一般県道である。

## 概要
日向市亀崎東から同市鶴町に至る。

### 路線データ
- 起点：日向市亀崎東（新開橋交差点、宮崎県道15号日知屋財光寺線交点）
- 終点：日向市鶴町（日向市駅東交差点、日豊本線 日向市駅前）

## 歴史
- 1970年（昭和45年）11月13日 - 宮崎県告示第901号[1]により路線認定される。当時の整理番号は180。

## 地理

### 通過する自治体
- 日向市

### 交差する道路
| 交差する道路               | 交差する場所 | 交差する場所        |
| -------------------------- | ------------ | ------------------- |
| 宮崎県道15号日知屋財光寺線 | 亀崎東       | 新開橋交差点 / 起点 |
| 国道10号                   | 向江町1丁目  | 向江町交差点        |

### 沿線
- 細島港
- JR九州日豊本線 日向市駅